# Николай Христозов (писател)
 Тази статия е за писателя Николай Христозов.  За футболиста вижте Николай Христозов (футболист).  
Николай Димитров Христозов (6 януари 1931 – 15 май 2015) е български писател, поет, публицист и преводач.

## Биография
Роден е на 6 януари 1931 г. в хасковското село Раковски, днес Димитровград. Завършва гимназия в Хасково (1948) и българска филология в Софийския университет (1952). Бил е учител по литература, главен редактор на литературните предавания на Радио София, заместник главен редактор на списание „Септември“ (от 1972), главен редактор на списание „Обзор“. Бил е и първи заместник-председател на Съюза на българските писатели (от 1980), председател на Координационния съвет „13 века България“.
Умира на 15 май 2015 г.

## Творчество
За пръв път печата стихове през 1947 г. във в. „Родопска борба“ (Хасково).
Автор на книгите със стихове „Първи песни“ (1958), „Знамената не тежат“ (1965), „Деветнайсет песни за Цветан Зангов и една за нас“ (1966) „Бдение“ (1969), „Третата планета“ (1971), „Ранено мълчание“ (1975), „Битка за мигове“ (1976), „Сняг в гнездото“ (1981), „Земя без въздух“ (1989), „Черна кутия“, „Вик в есента“, „Пропукано сърце“ (избрани стихове, 2006).
Прозаични книги: „Дългът да живееш. Документална повест за Цветан Зангов“ (проза, 1967, 1981), „По дирята на безследно изчезналите“ (1972, 1973, 1977, 1978), достигнала милионен тираж, по нея е създаден телевизионен сериал, „Границите на оптимизма“ (публицистика, 1978), „Гарнизонното стрелбище“ (1983), „В сянката на планината“ (2000).
Превежда Кайсън Кулиев („Избрани стихотворения“, 1969); Пабло Неруда („Сто сонета за любовта“, 1979, 1994); Владимир Набоков („Странник божий“, поезия, 1999). Негови книги са преведени в Русия, Полша, Чехия, Естония, Украйна и Турция.
Може би най-известната му книга е документално-художествената творба „По дирята на безследно изчезналите“, пресъздаваща от прокомунистически позиции събитията от 1923 – 1925 г. и т. нар. бял терор. Книгата е адаптирана в едноименния минисериал „По дирята на безследно изчезналите“.

## Признание и награди
Удостоен е с държавна Димитровска награда, три пъти „Наградата на София“, националната литературна награда „Пеньо Пенев“ (1976), наградата на Съюза на преводачите в България, „Златно перо“ на Съюза на българските журналисти и други национални отличия. Почетен гражданин на София, Хасково и Димитровград (1981). За цялостно творчество получава специалната награда „Александър Паскалев“ от Община Хасково за 2006 г.